# Homo Homini
Homo Homini (z lat. homo homini = člověk člověku) je ocenění udělované neziskovou organizací Člověk v tísni osobnostem, které se významně zasloužily o prosazování lidských práv, demokracie a nenásilného řešení politických konfliktů.

## Historie ocenění
První z cen převzal v roce 1994 ruský obhájce lidských práv Sergej Kovaljov. Od roku 1997 je cena Homo Homini udělována každoročně, už 19 let je předávána  v rámci slavnostního zahájení festivalu dokumentárních filmů o lidských právech Jeden svět. Zatím poslední cenu – za rok 2016 – získala ruská organizace Výbor na obranu proti mučení. Mezi laureáty je také držitel Nobelovy ceny za mír, čínský disident a spisovatel Liou Siao-po. Cenu dříve předával bývalý prezident České republiky Václav Havel.

## Podoba ceny
Současnou podobu ceny, 20 centimetrů vysoký a 2 kilogramy těžký skleněný bloček se čtvercovým půdorysem, navrhovala studentka pražské UMPRUM, designerka Daniela Chodilová. Cena je vyrobená z čirého křišťálu, který má symbolizovat čistotu, spravedlnost a rovnováhu. V dolní části je křišťál broušený klínovými řezy, připomínajícími mříže.

## Držitelé ceny Homo Homini
- 1994 – Sergej Kovaljov, Rusko, známý ruský aktivista v oblasti lidských práv a bývalý sovětský disident a politický vězeň. Po rozpadu Sovětského svazu se zapojil do oficiální politiky a v roce 1991 se stal spoluautorem Deklarace lidských a občanských práv v Rusku. Mobilizoval ruské občany při protestech proti válce v Čečensku. Kovaljov je kritikem autoritářských tendencí v Rusku.
- 1997 – Szeto Wah, Hongkong, politik, vystupoval proti diktatuře v Číně, usiloval o demokratizaci a dodržování lidských práv v Hongkongu. Homo Homini získal také za "výjimečné odhodlání a odvahu pokračovat v boji za dodržování lidských práv i po převzetí Hongkongu komunistickou Čínou."[1]
- 1998 – Ibrahim Rugova, Kosovo, politik, první prezident Kosova, myslitel a spisovatel. Stal se jednou z nejdůležitějších postav v boji za nezávislost Kosova, přičemž obhajoval nenásilnou opozici vůči jugoslávské vládě[2]. Snažil se posílit identitu státu a podporovat politiku užších vztahů se Západem.
- 1999 – Oswaldo Payá Sardiñas, Kuba, disident, ústřední postava opozičního křesťanského hnutí, stál v čele petiční akce Varela, v jejímž rámci se od konce devadesátých let podařilo nasbírat přes 25 000 podpisů za svobodu shromažďování, tisku a voleb. Zemřel za nevyjasněných okolností při automobilové nehodě v létě 2012[3].
- 2000 – Min Ko Naing, Barma, aktivista a bývalý politický vězeň, předseda nelegálního svazu studentů v Barmě a klíčová postava povstání "8888".[4] Celkem strávil 20 let svého života ve vězení. Min Ko Naing stále zůstává jednou z nejvlivnějších politických osobností v Barmě.
- 2001 – Zackie Achmat, Jihoafrická republika, aktivista, zakladatel a předseda organizace Treatment Action Campaign. Vedl kampaň za snížení cen léků proti AIDS v zemích třetího světa.
- 2002 – Thich Huyen Quang, Thich Quang Do a Nguyen Van Ly, Vietnam, disidenti, patří k významným obhájcům lidských práv a demokratických i náboženských svobod ve Vietnamu.
- 2003 – Nataša Kandićová, Srbsko, obránkyně lidských práv, zakladatelka bělehradského Centra pro humanitární právo - organizace bojující za lidská práva a usmíření v bývalé Jugoslávii. Intenzivně se věnovala objasňování zločinů proti lidskosti spáchaných na území bývalé Jugoslávie. Zprávy o těchto zločinech páchaných za balkánského konfliktu od Bosny po Kosovo s velkou odvahou zveřejňovala.
- 2004 – Gheorghe Briceag, Moldavsko, bývalý politický vězeň, aktivista, byl dlouholetým vězněm sovětských pracovně-nápravných táborů. V dobách Sovětského svazu pomáhal ostatním bývalým politickým vězňům vydobýt si rehabilitace. V roce 2002 zabránil svým veřejným protestem znovupostavení památníku Lenina po volebním vítězství komunistů ve svém městě.
- 2005 – Ales Bjaljacký, Bělorusko, představitel demokratické běloruské opozice a ředitel lidskoprávní organizace Vjasna, která poskytuje právní pomoc obětem politických represí a monitoruje případy porušování lidských práv v Bělorusku. V srpnu 2011 byl zatčen a posléze odsouzen k 4,5 letům vězení. Oficiálním důvodem jeho věznění byly daňové úniky. V červnu 2014 byl předčasně propuštěn.[5]
- 2006 – Světlana Gannuškinová, Rusko, obhájkyně lidských práv na Kavkaze, během války o Náhorní Karabach zajišťovala podporu pro uprchlíky. Je spoluzakladatelkou centra pro lidská práva Memorial, intenzivně se zabývá ochranou lidských práv v Čečensku. Jednala mnohokrát jménem osob neprávem obviněných z terorismu. Otevřeně vystupuje s kritikou Kremlu. Často čelí hrozbám extremistických nacionalistických skupin.
- 2007 – Su Su Nway, Phyu Phyu Thin a Nilar Thein, Barma, aktivistky, účastnily se srpnových a zářijových demonstrací v roce 2007 proti totalitnímu vojenskému režimu v Barmě.
- 2008 – Liou Siao-po, Čína, disident, spisovatel, signatář čínské Charty 08, která se odkazuje na Chartu 77, dlouhodobě bojuje za svobodu projevu v Číně. Byl poslán na 11 let do vězení za „podněcování k podvracení státní moci“. Uvěznění Liou Siao-poa vyvolalo ve světě desítky nesouhlasných reakcí a v roce 2010 se přes protesty čínské vlády stal laureátem Nobelovy ceny míru.
- 2009 – Majid Tavakoli a Abdollah Moneni, Írán, věznění studentští vůdci, spolu s nimi bylo symbolicky oceněno íránské studentské hnutí v rozpětí dvou generací. Tavakoli se stal do jisté míry symbolem protestů v roce 2009, Momeni vstoupil do povědomí při manifestacích v roce 1999.
- 2010 – Azimžan Askarov, Kyrgyzstán, aktivista a obhájce lidských práv, dlouhodobě hájí zájmy nespravedlivě obviněných. Sám Askarov byl v rámci zmanipulovaného soudního procesu odsouzen k doživotnímu vězení. Cena Homo Homini byla v zastoupení předána jeho synovi.
- 2011 – Doctors Coordinate of Damascus, Sýrie, podzemní síť syrských lékařů a zdravotníků, lékaři a zdravotníci získali ocenění za mimořádnou odvahu a nasazení, s nimiž v bezprostředním ohrožení vlastních životů pomáhali civilistům raněným při brutálních represích syrského režimu.
- 2012 – Intigam Alijev, Ázerbájdžán, právník, obhájce lidských práv, předložil více než 200 případů k Evropskému soudu pro lidská práva. Poskytuje právní pomoc řadě ázerbájdžánských aktivistů perzekvovaným za pokojné protesty, rozkrývání korupce nebo kritické články. V létě 2014 byl zatčen a v politicky motivovaném procesu odsouzen k 7,5 letům vězení. Předčasně byl propuštěn v březnu 2016.[6]
- 2013 – Sapijat Magomedovová, Rusko, právnička, obhájkyně lidských práv, zastupuje klienty ve velmi citlivých případech, které jiní dagestánští právníci odmítají. Svou prací se vystavuje nebezpečí násilí a osobním výhrůžkám. Zastupuje také oběti sexuálního násilí, které je v regionu, kde stále ještě dochází k únosům nevěst a sňatkům dětí, tabu.
- 2014 – Souad Nawfal, Sýrie, učitelka, stala se známou, když den co den po dobu dvou a půl měsíce v létě 2013 chodila s transparenty protestovat proti chování ISIS v Sýrii. Její boj za svobodu a spravedlnost začal ale již mnohem dříve a obracel se proti útlaku Asadova režimu. Nyní žije v Nizozemí.
- 2015 – jedenáct kubánských disidentů, bývalí političtí vězni takzvaného Černého jara zůstává na ostrově a pokračuje v boji za svobodu i přes tlak režimu, aby emigrovali. Homo Homini symbolicky patří všem aktivistům a disidentům, kteří se vytrvale zasazují za demokratické reformy na Kubě.
- 2016 – Výbor na obranu proti mučení, Rusko, nevládní organizace pomáhá lidem, kteří se stali obětí mučení, policejní šikany nebo beztrestného násilí, a hájí jejich práva nejen před ruskými úřady, ale i na mezinárodní úrovni. Organizace dosáhla například zrušení 793 nezákonných rozhodnutí, odsouzení 127 pachatelů a vysoudila 51 milionů rublů na kompenzace obětem. Organizace i její členové čelí častému tlaku ze strany státních úřadů, někdy i fyzickým výhrůžkám.
- 2019 – Buzurgmehr Jorov Tádžikistán, právník, iniciátor vzniku nezávislé advokátní komory v Tádžikistánu. V roce 2015 obhajoval 13 členů opoziční Strany islámské obrody. Jorov byl obviněn z „vzbuzování národního, rasového, místního nebo náboženského nepřátelství a extremismu“ a odsouzen na 28 let vězení. Cenu získal za „odhodlání hájit základní lidská práva a zajistit spravedlivé soudní řízení pro všechny občany Tádžikistánu“.[7][8]
- 2020 – Marfa Rabkova, Andrej Čapjuk, Leanid Sudalenka a Taccjana Lasicová z běloruské lidskoprávní organizace Vjasna, která je největší a jedna z nejstarších takových organizací v Bělorusku, jež jsou  drženi ve vězení či vazbě a hrozí jim až 12 let odnětí svobody.[9]
- 2021 – Mahienour El-Massry, Egypt, právnička a aktivistka. Aktivně zastupuje osoby v nouzi a rozvíjí systematické aktivity o prosazování nezávislosti egyptského soudnictví a vězeňství. Čtyřikrát nespravedlivě vězněna, mezi lety 2014 a 2022 strávila ve vězení celkem 3,5 roku.
- 2022 – Javier Tarazona, Venezuela, komunitní aktivista. Založil organizaci FundaRedes a vytvořil stálé buňky monitorující lidská práva v šesti venezuelských hraničních státech Amazonas, Apure, Bolivar, Falcón, Táchira a Zulia.